# Allium tolmiei
Allium tolmiei är en amaryllisväxtart som beskrevs av John Gilbert Baker. Allium tolmiei ingår i släktet lökar, och familjen amaryllisväxter.

## Underarter
Arten delas in i följande underarter:
- A. t. persimile
- A. t. tolmiei